# Falerística
La falerística es una disciplina humanística que se ocupa del estudio, catalogación, coleccionismo e inventario de las condecoraciones, civiles y militares.
El término falerística fue usado por vez primera en 1937 en Checoslovaquia, y deriva de la phalerae, una de las muchas condecoraciones que crearon los romanos, y que consistía en pequeños escudos repujados en oro, plata o bronce, que se llevaban sobre la coraza sujetos con correas, o en los arreos del caballo, y que en la medida en que se desarrolló la economía de guerra en Roma, fueron concedidas a tropas, y que para mostrarlos los colgaban de sus vexillae.
La Real Academia Española ha incorporado como novedad la palabra falerística en su última versión del Diccionario de la Lengua Española (2024) con el siguiente significado: “Estudio de las condecoraciones”. La decisión de la docta casa ha sido adoptada a iniciativa de la Real Academia Matritense de Heráldica y Genealogía que presentó en su día la pertinente solicitud, avalada por un informe de la Sociedad Española de Estudios Clásicos y el apoyo de una docena de academias y entidades europeas e hispanoamericanas que comparten unos mismos fines estatutarios.  
El rey Jorge VI de Inglaterra amaba el estudio de la falerística, yendo hasta el punto de supervisar personalmente sus diseños de uniformes y colocaciones de cinta. Se sabe que diseñó unas decoraciones militares británicas para la Royal Navy. 
El falerista ruso Julius Iversen estudió las órdenes y medallas en el siglo XIX.

## Diferencias con otras ciencias relacionadas
La falerística está íntimamente relacionada con la medallística, otra ciencia auxiliar de la Historia que se ocupa del estudio de las medallas y medallones. La diferencia radica en que la falerística se ocupa de las condecoraciones y eso incluye a las medallas en tanto funcionen como condecoración, es decir, como la insignia de honor de alguien. La Medallística estudia todas las medallas, que son piezas metálicas ostensibles sin valor fiduciario, independientemente de si son o no condecoraciones.
A la derecha se muestran imágenes de dos medallas, una de las cuales es una condecoración y la otra no. Un ejemplo de una condecoración que no es medalla (y por lo tanto estudiable para la falerística) es el título Héroe Nacional otorgado por el gobierno de la República Argentina a sus combatientes fallecidos durante la Guerra de Malvinas.
La falerística también se relaciona con el Derecho Premial o Derecho Honorífico que es la disciplina que estudia el conjunto normativo de los honores y distinciones de una determinada nación. Mientras, la falerística se ocupa de las preseas o insignias, es decir de los soportes que dan cuerpo, representan o materializan dichos honores y distinciones, el Derecho Premial o Derecho Honorífico tiene por objeto la relación jurídica que subyace en los mismos.